# François Varigas
François Varigas est un explorateur français. Le 28 avril 1982, il s'élance de Frobisher Bay pour une épopée conduite avec un attelage de onze chiens mené par l'extraordinaire Finskan. A l'issue de cette traversée du Nord canadien, il inscrit  cinq premières: traversée intégrale de la Terre de Baffin, traversée hivernale de l' Arctique, première expédition réalisée avec un seul équipage de chiens, trajet jusqu'à Dawson City en une seule année. Le 11 janvier 1986, il atteignit le pôle Sud après avoir parcouru, de la même manière, seul avec ses onze chiens, mille six cents kilomètres.